# グアラニア
グアラニア（Guarania）は、1900年代始めにできたパラグアイの音楽。
他のラテン系の明るい音楽と違い、哀愁を帯びたものが多い。その演奏ではハープ（アルパ・パラグアジャ）が主要な役割を占める。
2024年、ユネスコの無形文化遺産に登録された。

## 音楽家
- アグスティン・ピオ・バリオス（ギター奏者、作曲家）
- ホセ・アスンシオン・フロレス（作編曲家）
- アパリシオ・ゴンサレス（アルパ奏者）